# Appana vbrunnea
Appana vbrunnea là một loài bướm đêm trong họ Noctuidae.